# Frank Fenner
Pour les articles homonymes, voir Fenner.
Frank John Fenner, né le 21 décembre 1914 à Ballarat et mort le 22 novembre 2010 à Canberra en Australie, est un biologiste australien dont la carrière s'est déroulée dans le domaine de la virologie. On considère en général que ses deux réalisations les plus marquantes sont l'éradication de la variole et la mise sous contrôle de la myxomatose, qui ravageait la population de lapins en Australie à la suite de l'introduction de la maladie dans le pays.

## Carrière à Canberra
Après son retour en Australie en 1949, Frank Fenner est nommé comme professeur de microbiologie à la nouvelle John Curtin School of Medical Research (en), à l'université nationale australienne, à Canberra. Là, il reprend l'étude des virus, en particulier celui de la myxomatose.
Tout au long des décennies 1940 et 1950, cette maladie avait ravagé la population de lapins en Australie. Le travail de Frank Fenner sur le virus de la myxomatose a montré qu'il entraînait la mort des lapins en 9 à 11 jours, et qu'il était mortel à 99,5 %. Du fait de l'énorme sélection naturelle ainsi créée, les quelques lapins survivants développaient une immunité à la maladie, ce qui impliquait que celle-ci n'était jamais éradiquée même après avoir entraîné une très forte baisse de la population touchée. Avant que le virus ne soit utilisé comme moyen biologique pour endiguer la prolifération des lapins en Australie, Frank Fenner, Frank Macfarlane Burnet, et Ian Clunies Ross se rendirent célèbres en s’inoculant le virus de la myxomatose, afin de prouver son innocuité pour l'homme.
Frank Fenner est directeur de la John Curtin School de 1967 à 1973. Durant cette période, il est également Président de la Global Commission for the Certification of Smallpox Eradication, la Commission chargée de certifier que la variole était bien éradiquée. Le professeur Fenner annonce l'éradication de la maladie lors de l'assemblée de l'OMS de 1980. Ce succès est considéré comme la plus grande réalisation de l'Organisation Mondiale de la Santé. Avant qu'elle ne soit éradiquée, la variole était en effet l'une des maladies les plus virulentes qui soient au monde, causant des millions de morts, et laissant de nombreux survivants défigurés à vie.

## Engagement en faveur du développement durable
Le professeur Fenner témoigne d'un intérêt profond pour l'environnement, et a été le premier directeur du Centre for Resources and Environmental Studies, le Centre pour l'étude des ressources et de l'environnement, appartenant à l'Institut d'études avancées à l'Université nationale australienne (1973), où il travaille jusqu'à son départ à la retraite en 1979, et qui sera rattaché en 2007 à la Fenner School of Environment and Society, l'École Fenner pour l'environnement et la société. Frank Fenner était un ardent partisan d'une politique démographique en Australie qui prenne en compte développement durable et écologie.
Lors d'un interview accordé à The Australian le 16 juin 2010, il a prédit l'extinction de l'espèce humaine, « peut-être dans les 100 années qui viennent ».

### Filmographie
- (en) Frank Fenner in interview with Max Blythe, Oxford Brookes University, 1993, deux vidéocassettes, l'une enregistrée à Sydney le 31 mars 1992, l'autre à Canberra le 13 septembre 1993